# Les Négresses Vertes
Les Négresses Vertes is een Franse band die een mix brengt van alternatieve rockmuziek met punk, jazz, balmuziek, rai en andere wereldmuziekstijlen. 
De band werd in 1987 opgericht door een aantal vrienden, waarvan er een aantal nog nooit een instrument hadden bespeeld.

## Eerste periode
Tijdens de eerste periode, met als zanger Helno Rota de Lourcqua, bracht de band nummers met een grote variatie aan stijlen, waaronder accordeonwalsen, punkfolk, op rai-geïnspireerde nummers. Het eerste album Mlah werd goed onthaald door pers en publiek, en wereldwijd werden 350.000 exemplaren verkocht. In België trad de band onder meer op tijdens het Dour Festival, Sfinks en het Festival Dranouter.
Zanger Helno overleed in 1993 aan een overdosis heroïne.

## Tweede periode
Na de dood van Helno stapten verschillende leden uit de band, en werd een nieuwe muzikale richting ingeslagen. In 1993 werd een remixalbum uitgebracht met bijdragen van onder meer Massive Attack en Fatboy Slim. Voortbordurend op het remixalbum verschenen op de latere albums van Les Négresses Vertes ook invloeden uit dub en ambient in het werk van de band.

## Bandleden
Verschillende bandleden gebruikten aliassen op de albums, waarbij sommigen  op verschillende albums ook nog eens andere aliassen gebruiken.
Leden, en aliassen:
- Noël Rota (Helno Rota de Lourcqua) : zang
- Stefane Mellino : gitaar, zang
- Jean-Marie Paulus (Paulo) : basgitaar
- Iza Mellino : percussie, zang, tamboerijn
- Michel Ochowiak : trompet
- Mathias/Mathieu Canavese : accordeon
- Gaby (1988-1989): drums
- Mathieu Paulus (Abraham Sirinix, Abraham Braham) : trombone
- Joël Ruffier Des Aimes (Jo Roz, L'Ami Jo) : piano, gitaar
- Julo(t) : Zang, tamboerijn
- José Verbal (Zézé, Zé Verbalito) (1990-1992) : drums.

## Discografie

### Albums
- Mlah (1988)
- Famille nombreuse (1991)
- 10 Remixes (87-93) (1993) (compilation of remixes)
- An Aperitif (1994)
- Zig-zague (1994)
- Green Bus (1996), live
- Trabendo (1999)
- Acoustic Clubbing (2001)

### Compilaties
- Le Grand Déballage (2002)
- L'essentiel (2004)
- À l'Affiche (2006)

Enkele leden van Les Négresses Vertes schreven met Natacha Atlas het nummer L'Égyptienne dat werd uitgebracht als single en op haar tweede album Halim.  